# Surface Book

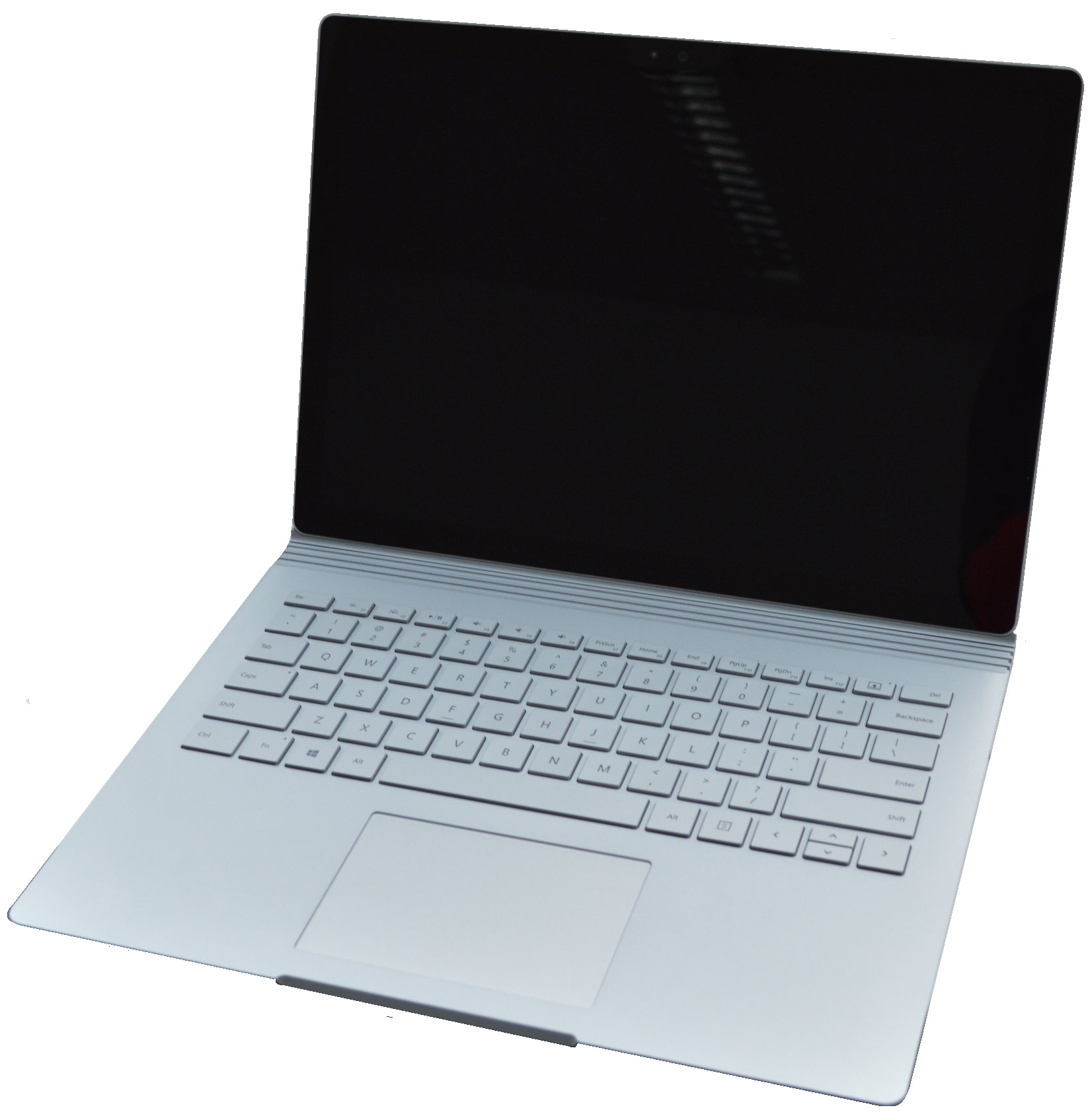
Surface Book

La Surface Book es un portátil convertible con Windows 10 diseñado y producido por Microsoft. Se dio a conocer el 6 de octubre de 2015, es parte de la familia de dispositivos Microsoft Surface. La Surface Book se distingue principalmente por el diseño de la base de teclado, que cuenta con un "bisagra dinámica como punto de apoyo" que se expande a medida que se abre, así como una batería secundaria y una GPU que se utilizan mientras está acoplado.

## Especificaciones
Igual que con otros dispositivos Surface, la Surface Book consiste en una tableta de 13,5 pulgadas, resolución de pantalla de 3000x2000, y un accesorio de teclado que le permite funcionar de manera similar a un ordenador portátil tradicional; ambos componentes se construyen a partir de magnesio mecanizado. A diferencia de los modelos anteriores de Surface, así como la Surface Pro 4, la Surface Book utiliza en la base de teclado una "bisagra con punto de apoyo dinámico", que se comprime cuando se cierra, y se expande hacia el exterior cuando se abre. El diseño de la bisagra permite que la parte de la tableta que se celebrará en un ángulo parecido a una pantalla de ordenador portátil tradicional sin el uso de una pata de cabra, y aumenta el espacio físico entre el muelle y la tableta. La tableta se conecta en la base de teclado a través de clips que se adhieren a una serie de cerraduras de "alambre muscular"; la tableta puede ser desacoplado pulsando un botón de liberación.
Los componentes de la CPU y otros sistemas se encuentran dentro de la porción de la tableta, mientras que los recursos de teclado disponibles cuando se acopla, incluyendo un multitouch trackpad de vidrio, una batería secundaria más grande, así como un dedicado GPU Nvidia en algunos modelos, dos puertos USB 3.0 y una ranura para tarjetas SD. La pantalla de la tableta también se puede fijar en "modo dibujo", donde la pantalla se enfrenta hacia el exterior cuando se pliega para permitir el acceso a los recursos de la base de teclado, sin dejar de utilizar el dispositivo como un tableta. Cuando después de la base de teclado, la tableta utiliza los gráficos integrados en su lugar.
Surface Book modelos son alimentados por 6ª generación de procesadores Intel Core, incluyendo opciones con procesadores y5 y y7, gráficos Nvidia GeForce, y hasta 16 GB de RAM y 1 TB de almacenamiento.

## Cronología
Fuente: Surface Blog